# WWE Battleground
WWE Battleground – zakończony cykl corocznych gal profesjonalnego wrestlingu produkowanych przez federację WWE i nadawanych w systemie pay-per-view oraz na WWE Network. Cykl został wprowadzony w 2013 i zastąpił Over the Limit w październiku w kalendarzu gal pay-per-view WWE. Od 2014 gale były organizowane w lipcu. Po przywróceniu podziału WWE na brandy w 2016, przyszłoroczna i jednocześnie ostatnia edycja stały się własnością brandu SmackDown. W 2018 zniesiono podział gal pay-per-view dla konkretnych brandów, jednakże zrezygnowano z dalszej organizacji gal Battleground.

## Lista gal
|  | Gala brandu SmackDown |  | Gala brandu NXT |

| Gala                                    | Lokalizacja             | Arena                 | Walka wieczoru                                                                                                 |
| --------------------------------------- | ----------------------- | --------------------- | --- |
| Battleground (2013) 6 października 2013 | Buffalo, Nowy Jork      | First Niagara Center  | Randy Orton vs. Daniel Bryan Singles match o zwakowany WWE Championship                                        |
| Battleground (2014) 20 lipca 2014       | Tampa, Floryda          | Tampa Bay Times Forum | John Cena (c) vs. Randy Orton vs. Kane vs. Roman Reigns Fatal 4-Way match o WWE World Heavyweight Championship |
| Battleground (2015) 19 lipca 2015       | Saint Louis, Missouri   | Scottrade Center      | Seth Rollins (c) vs. Brock Lesnar Singles match o WWE World Heavyweight Championship                           |
| Battleground (2016) 24 lipca 2016       | Waszyngton              | Verizon Center        | Dean Ambrose (c) vs Seth Rollins vs Roman Reigns Triple Threat match o WWE Championship                        |
| Battleground (2017) 23 lipca 2017       | Filadelfia, Pensylwania | Wells Fargo Center    | Jinder Mahal (c) vs. Randy Orton Punjabi Prison match o WWE Championship                                       |
| NXT Battleground (2023) 28 maja 2023    | Lowell, Massachusetts   | Tsongas Center        | Carmelo Hayes (c) vs. Bron Breakker Singles match o NXT Championship                                           |
| NXT Battleground (2024) 9 czerwca 2024  | Enterprise, Nevada      | UFC Apex              | Trick Williams (c) vs. Ethan Page Singles match o NXT Championship                                             |
| NXT Battleground (2025) 25 maja 2025    | Tampa, Floryda          | Yuengling Center      | Joe Hendry (c) vs. Trick Williams Singles match o TNA World Championship                                       |

## Wyniki gal

### 2013
Battleground (2013) – gala wrestlingu wyprodukowana przez federację WWE. Odbyła się 6 października 2013 w First Niagara Center w Buffalo w stanie Nowy Jork. Emisja była przeprowadzana na żywo w systemie pay-per-view. Była to pierwsza gala w chronologii cyklu Battleground.
Podczas gali odbyło się dziewięć walk, w tym jedna podczas pre-show. Walka wieczoru pomiędzy Randym Ortonem i Danielem Bryanem o zwakowany WWE Championship zakończyła się bez rezultatu. Oprócz tego Alberto Del Rio obronił World Heavyweight Championship pokonując Roba Van Dama w hardcore matchu, zaś CM Punk pokonał Rybacka w singlowej walce. Galę w systemie pay-per-view wykupiono 114 000 razy, co było przedostatnim wynikiem w historii federacji do czasu premiery WWE Network.
| Nr                                                                   | Wyniki | Stypulacje | Czas  |
| -------------------------------------------------------------------- | --- | --- | ----- |
| 1P                                                                   | Dolph Ziggler pokonał Damiena Sandowa                                                                                                | Singles match | 10:22 |
| 2                                                                    | Alberto Del Rio (c) pokonał Roba Van Dama poprzez submission                                                                         | Hardcore match o World Heavyweight Championship | 17:08 |
| 3                                                                    | The Real Americans (Antonio Cesaro i Jack Swagger) (z Zebem Colterem) pokonali Santino Marellę i The Great Khaliego (z Hornswogglem) | Tag team match | 07:11 |
| 4                                                                    | Curtis Axel (c) (z Paulem Heymanem) pokonał R-Trutha                                                                                 | Singles match o WWE Intercontinental Championship | 07:36 |
| 5                                                                    | AJ Lee (c) (z Taminą Snuką) pokonała Brie Bellę (z Nikki Bellą)                                                                      | Singles match o WWE Divas Championship | 06:37 |
| 6                                                                    | Cody Rhodes i Goldust (z Dustym Rhodesem) pokonali The Shield (Setha Rollinsa i Romana Reignsa) (z Deanem Ambrose’em)                | Tag team match Jeżeli Cody i Goldust wygrają, zostaną przywróceni do pracy w WWE. Jeżeli grupa The Shield wygra, Dusty straci pracę jako trener NXT i rodzina Rhodes zostanie wyrzucona z WWE. | 13:54 |
| 7                                                                    | Bray Wyatt (z Lukiem Harperem i Erickiem Rowanem) pokonał Kofiego Kingstona                                                          | Singles match | 08:27 |
| 8                                                                    | CM Punk pokonał Rybacka | Singles match | 14:47 |
| 9                                                                    | Randy Orton vs. Daniel Bryan zakończyło się bez rezultatu                                                                            | Singles match o zwakowany WWE Championship | 25:00 |
| (c) – mistrz/mistrzyni przed walkąP – walka miała miejsce w pre-show | | |       |

### 2014
Battleground (2014) – gala wrestlingu wyprodukowana przez federację WWE. Odbyła się 20 lipca 2014 w Tampa Bay Times Forum w Tampie na Florydzie. Emisja była przeprowadzana na żywo za pośrednictwem WWE Network oraz w systemie pay-per-view. Była to druga gala w chronologii cyklu Battleground, a także ostatnia gala pay-per-view z wykorzystaniem loga federacji używanego od maja 2002.
Podczas gali odbyło się dziewięć walk, w tym dwie podczas pre-show. W walce wieczoru John Cena obronił WWE World Heavyweight Championship pokonując Kane’a, Randy’ego Ortona i Romana Reignsa w Fatal 4-Way matchu. The Miz wygrał Battle Royal o zwakowany WWE Intercontinental Championship, zaś The Usos (Jimmy i Jey Uso) pokonali The Wyatt Family (Luke’a Harpera i Ericka Rowana) o WWE Tag Team Championship w 2-out-of-3 falls matchu z wynikiem 2–1.
| Nr                                                                   | Wyniki                                                                                                   | Stypulacje                                                 | Czas  |
| -------------------------------------------------------------------- | --- | ---------------------------------------------------------- | ----- |
| 1P                                                                   | Adam Rose (z Laylą i Summer Rae) pokonał Fandango                                                        | Singles match                                              | 02:08 |
| 2P                                                                   | Cameron pokonała Naomi                                                                                   | Singles match                                              | 03:19 |
| 3                                                                    | The Usos (Jimmy i Jey Uso) (c) pokonali The Wyatt Family (Luke’a Harpera i Ericka Rowana) z wynikiem 2–1 | 2-out-of-3 falls match o WWE Tag Team Championship         | 18:50 |
| 4                                                                    | AJ Lee (c) pokonała Paige                                                                                | Singles match o WWE Divas Championship                     | 07:10 |
| 5                                                                    | Rusev (z Laną) pokonał Jacka Swaggera (z Zebem Colterem) poprzez wyliczenie pozaringowe                  | Singles match                                              | 09:47 |
| 6                                                                    | Seth Rollins pokonał Deana Ambrose'a w wyniku poddania walki                                             | Singles match                                              | N/A   |
| 7                                                                    | Chris Jericho pokonał Braya Wyatta                                                                       | Singles match                                              | 15:01 |
| 8                                                                    | The Miz wygrał eliminując jako ostatniego Dolpha Zigglera                                                | Battle Royal o zwakowany WWE Intercontinental Championship | 14:18 |
| 9                                                                    | John Cena (c) pokonał Kane’a, Randy’ego Ortona i Romana Reignsa                                          | Fatal 4-Way match o WWE World Heavyweight Championship     | 18:15 |
| (c) – mistrz/mistrzyni przed walkąP – walka miała miejsce w pre-show | |                                                            |       |

- Uczestnicy Battle Royalu: Xavier Woods, Zack Ryder, The Great Khali, Sin Cara, R-Truth, Curtis Axel, Damien Sandow, Diego, Ryback, Titus O’Neil, Alberto Del Rio, Big E, Kofi Kingston, Cesaro, Heath Slater, Bo Dallas, Sheamus, Dolph Ziggler i The Miz

### 2015
Battleground (2015) – gala wrestlingu wyprodukowana przez federację WWE. Odbyła się 19 lipca 2015 w Scottrade Center w Saint Louis w stanie Missouri. Emisja była przeprowadzana na żywo za pośrednictwem WWE Network oraz w systemie pay-per-view. Była to trzecia gala w chronologii cyklu Battleground.
Podczas gali odbyło się siedem walk, w tym jedna podczas pre-show. W walce wieczoru Brock Lesnar pokonał Setha Rollinsa przez dyskwalifikację w pojedynku o WWE World Heavyweight Championship, kiedy to The Undertaker powrócił do federacji po kilkumiesięcznej przerwie i zaatakował Lesnara. Oprócz tego John Cena pokonał Kevina Owensa i obronił WWE United States Championship poprzez submission.
| Nr                                                                   | Wyniki | Stypulacje                                               | Czas  |
| -------------------------------------------------------------------- | --- | -------------------------------------------------------- | ----- |
| 1P                                                                   | King Barrett pokonał R-Trutha | Singles match o koronę i tytuł King of the Ring Barretta | 9:15  |
| 2                                                                    | Randy Orton pokonał Sheamusa | Singles match                                            | 16:54 |
| 3                                                                    | The Prime Time Players (Darren Young i Titus O’Neil) (c) pokonali The New Day (Big E i Kofiego Kingstona) (z Xavierem Woodsem)         | Tag team match o WWE Tag Team Championship               | 8:50  |
| 4                                                                    | Bray Wyatt pokonał Romana Reignsa | Singles match                                            | 22:42 |
| 5                                                                    | Charlotte (z Paige i Becky Lynch) pokonała Brie Bellę (z Nikki Bellą i Alicią Fox) i Sashę Banks (z Naomi i Taminą) poprzez submission | Triple threat match                                      | 11:30 |
| 6                                                                    | John Cena (c) pokonał Kevina Owensa poprzez submission                                                                                 | Singles match o WWE United States Championship           | 22:11 |
| 7                                                                    | Brock Lesnar (z Paulem Heymanem) pokonał Setha Rollinsa (c) przez dyskwalifikację                                                      | Singles match o WWE World Heavyweight Championship       | 9:00  |
| (c) – mistrz/mistrzyni przed walkąP – walka miała miejsce w pre-show | |                                                          |       |